# Joost Swarte
Joost Swarte (Heemstede, 24 de diciembre de 1947) es un diseñador, ilustrador e historietista neerlandés.
Actualmente, con el artista belga Ever Meulen, Swarte es uno de los principales representantes del estilo «línea clara», nombre dado por él mismo al estilo nítido que incursionó Hergé, contra el «estilo atómico» influenciado por Jijé, caracterizado por el dibujo geométrico y más barroco y decorativo. 

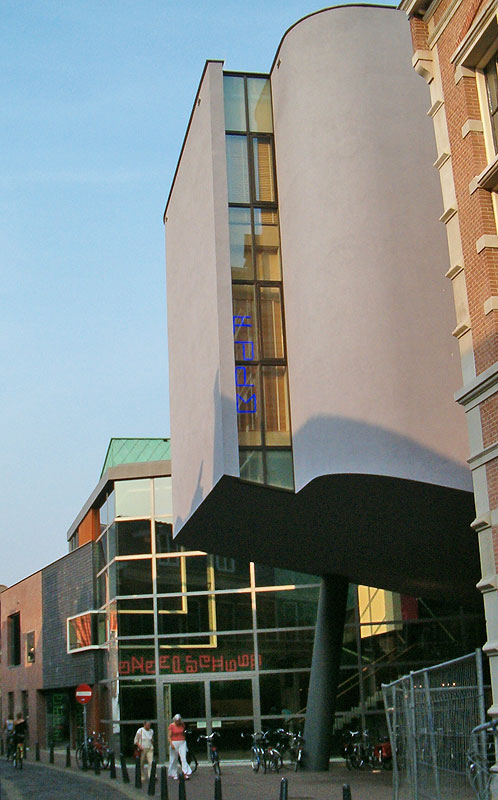
Teatro Toneelschuur Haarlem, diseñado por Joost Swarte, 1996.

## Biografía
Joost Swarte estudió diseño industrial en Eindhoven y comenzó a hacer historietas a fines de los sesenta. En 1971 lanzó su propia revista «Modern Papier» además de contribuir regularmente a la revista «Tante Leny Presenteert». Entre sus creaciones: Katoen en Pinbal, Jopo de Pojo, Anton Makassar, Dr Ben Cine y Niet Zo, Maar Zo- Passi, Messa, los Papalagi. 
En 1980 participa por primera vez en la muestra de historietas del Salon International de la Bande Dessinée en Angouleme (Francia). 
Joost Swarte fue nombrado caballero por S.M. la reina Beatriz de Holanda en el 2004.

## Obra
Su obra historietística ha sido traducida al castellano, francés, inglés, italiano, alemán y catalán. Sus publicaciones en lengua española incluyen «Swarte y su arte» (1985), «Articulado» (1989), «Algodón y Pistón / Un periódico extraordinario» (1994), y «Las ciudades ilustradas» (1994 compilado con otros autores). La compilación de su obra en «Hors Serie» se publicó en francés por Futuropolis (París) en 1984.
Es también muy conocido por sus numerosos dibujos, estampas, carteles, postales, cubiertas de álbumes musicales y portadas de revistas como la holandesa Vrij Nederland, la belga HUMO y la italiana Abitare. Swarte asimismo ha diseñado mobiliario, vitrales, murales y otros objetos, incluso ha diseñado el teatro De Toneelschuur en Haarlem, Países Bajos.